# EcoRI

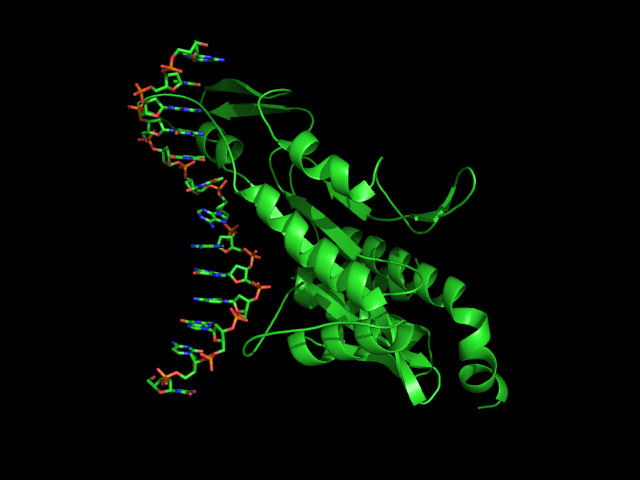
EcoRI unida al DNA.

EcoRI es una enzima de restricción (número CAS 80498-17-5 , EC 3.1.21.4) producida por el microorganismo Escherichia coli que posee una diana de restricción en el ADN de cadena doble dependiente de una secuencia metilada (al estar la hebra metilada, no hay corte), palindrómica y asimétrica, sobre la cual su actividad catalítica hidrolasa genera extremos cohesivos. Es sin duda la enzima más conocida dentro del mundo académico. La forma correcta de nombrarla es "Eco erre 1". En adición es la más utilizada en laboratorios de universidades para beneficiar al estudiante y que aprenda como manejar con enzimas de restricción. 
Esta enzima realiza un tipo de corte cohesivo (los extremos quedan de forma escalonada).
La diana de restricción puede representarse según este diagrama:
| Sitio de reconocimiento | Resultado del corte                 |
| 5'GAATTC 3'CTTAAG       | 5'---G AATTC---3' 3'---CTTAA G---5' |